# Lympstone Village
Lympstone Village – stacja kolejowa we wsi Lympstone w hrabstwie Devon na linii kolejowej Avocet Line. Stacja bez sieci trakcyjnej. Leży w estuarium rzeki Exe.

## Ruch pasażerski
Stacja obsługuje ok. 71 054 pasażerów rocznie (dane za rok 2021/2022). Posiada bezpośrednie połączenia z Exeterem i Exmouth. Pociągi odjeżdżają ze stacji co pół godziny. 

## Obsługa pasażerów
Automaty biletowe, przystanek autobusowy.